# Budy Leśne
Budy Leśne – osada w Polsce położona w województwie podlaskim, w powiecie hajnowskim, w gminie Hajnówka, powstała 1 stycznia 2003. Od strony północnej miejscowość przylega do wsi Budy.
Miejscowość stanowiona jest przez 2 domy. Według stanu z 31 grudnia 2012 mieszkało tu 4 mieszkańców.